# Artemisia (planta)
Artemisia es un extenso género de plantas herbáceas o arbustivas, llamadas comúnmente ajenjos, artemisas o artemisias, de la familia de las compuestas o asteráceas (Asteraceae). Comprende 1449 especies descritas, de las que se han aceptado 498 hasta la fecha. Las artemisias poseen propiedades diuréticas pero en cantidades excesivas puede producir insuficiencia renal.

## Descripción
Son plantas a veces pequeñas, generalmente aromáticas, anemófilas. Hojas de subenteras a divididas. Capítulos pequeños, con 3-7 flores, sentados o subsentados, axilares formando inflorescencia parciales espiciformes. Involucro de menos de 6 × 4 mm. Brácteas involucrales en 2-3 filas, con margen escarioso. Receptáculo generalmente convexo. Capítulos discoideos y homógamos, con todas las flores flosculosas y hermafroditas o disciformes y heterógamas, con las flores más externas filiformes y femeninas y las internas flosculosas y masculinas. Aquenios ovoideos o piriformes, con pericarpo membranoso, finamente estriados, a veces con 2 costillas membranosas. Vilano formado por una corona pequeña y escariosa, o ausente.

## Taxonomía
El género fue descrito por Carlos Linneo y publicado en Species Plantarum 2: 845, en 1753.

#### Etimología
Artemisia: nombre genérico dedicado a Artemisia, esposa de Mausolo, rey de Caria, y también, según otras etimologías, puede derivarse de la diosa de la caza (Artemis),  o de una palabra del griego artemes (= sano) en alusión a las propiedades medicinales de las plantas del género Artemisa.